# Johanniterkommende Worms

Info-Stele in der Kämmererstraße gegenüber der Stelle, an der der Johanniterhof stand

Die Johanniterkommende Worms war die am Ende der Frühen Neuzeit abgegangene Niederlassung des Johanniterordens in Worms.

## Geografische Lage
Die Johanniterkommende Worms lag auf Eckgrundstücken von Kämmererstraße und Hardtgasse in Worms. Das Gelände hatte einen L-förmigen Zuschnitt mit Straßenfronten sowohl zur Kämmererstraße als auch zur Hardtgasse. Die Grundstücke, die an der Straßenecke selbst lagen, waren davon ausgespart und gehörten nicht dazu.
Sowohl die Kapelle als auch das Wohngebäude der Kommende richteten sich mit ihren östlichen Schmalseiten zur Kämmererstraße hin aus und waren in deren Fluchtlinie eingebunden. Zwischen Kapelle und Wohngebäude befand sich der Haupteingang von der Kämmererstraße her. Ein weiterer Zugang lag um die Ecke in der Hardtgasse, von wo aus der rückwärtig quer zu den Gebäuden gelegene Garten und die Wirtschaftsgebäude zugänglich waren. In der Kämmererstraße grenzte – spätestens ab 1500 – nach Norden das Wirtshaus „Zum Schwanen“ an.

## Hierarchisch-kirchliche Einordnung
Die Johanniterkommende Worms gehörte zum Großpriorat Deutschland und der Ballei Oberdeutschland. Sie lag in der Diözese Worms und gehörte zum Archidiakonat des Dompropstes des Wormser Doms.

## Gebäude

### Kirche
Die Kapelle der Kommende, Weißkreuzkapelle nach dem weißen Kreuz auf rotem Grund, dem Wappen der Johanniter/Malteser, benannt, war seit 1540 Johannes dem Täufer geweiht. Über das Bauwerk vor der großen Stadtzerstörung 1689 ist nahezu nichts bekannt. Das barocke Gebäude aus der Zeit nach dem Wiederaufbau im 18. Jahrhundert hatte zur Straße hin keinen Eingang. Das war wegen seiner Funktion der Kirche als Ordenskirche, ohne breite Öffentlichkeit, auch nicht erforderlich. Die zur Straße und Ostseite gelegene Wand wies ein größeres Fenster auf, der Eingang lag im Süden, zum Hof der Kommende hin. Das Gebäude maß etwa 18 × 7,5 m. Die Kirche trug einen Dachreiter mit Glocke, der 1834 abgetragen wurde. Schon 1821 wurde festgestellt, dass das Gebäude als Magazin nicht mehr nutzbar war. Einige wenige Ausstattungsstücke sind museal im Historischen Museum der Pfalz in Speyer erhalten.

### Kommendengebäude
Auch über das Kommendengebäude vor der großen Stadtzerstörung 1689 ist nahezu nichts bekannt. Das im 18. Jahrhundert wieder errichtete Gebäude war zweistöckig, hatte einen seitlichen Anbau und ein Hinterhaus. Außerdem gab es einen Stall für sechs Pferde.

## Geschichte

### Entwicklung
Die Johanniterkommende Worms war eine Priester-Kommende. Zum Gründungsakt oder -zeitpunkt ist nichts überliefert. Die älteste erhaltene Erwähnung datiert aus dem Jahr 1307. Anschließend verdichten sich die erhaltenen Hinweise auf die Einrichtung. Als 1312 der Templerorden aufgelöst wurde, fielen eine Reihe seiner Besitzungen im weiteren Umfeld von Worms an die dort ansässige Johanniterkommende. Der Templerorden hatte in Worms selbst aber keine Niederlassung gehabt. Von 1325 bis 1367 war die Wormser Kommende unselbständig und der Mainzer Johanniterkommende Zum Heiligen Grab unterstellt.
Im 14. und 15. Jahrhundert konnte die Kommende nach einer Phase der Verschuldung bescheidene wirtschaftliche Erfolge erzielen. Während des Reichstags zu Worms 1521 beherbergte die Johanniterkommende Worms einen berühmten Gast: Martin Luther, der hier zusammen mit einigen sächsischen Beamten vom 16. bis zum 26. April 1521 übernachtete und den hier auch eine Reihe hochgestellter Persönlichkeiten besuchten. In der Folge avancierte die Johanniterkommende und die beiden Räume, die Luther genutzt haben soll, zu einem lutherischen „Wallfahrtsort“.
Die Johanniterkommende Worms blieb zwar altgläubig, aber von der Reformation nicht unberührt: Zum einen konvertierten die Einwohner von Worms – abgesehen vom unmittelbaren Umfeld des mit dem Bischof verbundenen Klerus – überwiegend zur lutherischen Konfession. Zum anderen gab es auch materielle Verluste: Die Besitzungen in Ober-Mossau gingen, als die Grafen von Erbach 1542 evangelisch wurden, verloren.
Ebenso wie die Stadt Worms selbst litt die Johanniterkommende im 17. Jahrhundert unter wechselnden militärischen Besetzungen und der Pest: zunächst während des Dreißigjährigen Kriegs, dann im Pfälzischen Erbfolgekrieg. Als die französischen Truppen Worms 1689 niederbrannten, wurden auch der mittelalterliche Baubestand und das Archiv der Johanniterkommende vernichtet, was das heute nur lückenhafte Wissen zu deren Geschichte erklärt. Wie in der übrigen Stadt dauerte es mehr als 10 Jahre, bevor mit dem Wiederaufbau in größerem Stil begonnen wurde. Es dauerte bis in die 1720er Jahre, bevor das – nun in barocken Formen – abgeschlossen war.
Ab dem Herbst 1756 kam es zu einem Dauerstreit zwischen dem (lutherischen) Magistrat der Stadt und den (römisch-katholischen) Johannitern darüber, ob letztere in der Weißkreuzkapelle eine öffentliche römisch-katholische Messe abhalten durften. Punkt des Anstoßes war hier zunächst das Glockengeläut zum Gottesdienst, das in den öffentlichen Raum hinein wirkte. Unter Berufung auf die Normaljahr-Regelung hielt der Magistrat das für einen Rechtsbruch. Als vor Ort der überkommene Zustand nicht wieder herstellbar war, wandte sich der Magistrat an das Corpus Evangelicorum, das der Angelegenheit zunächst aber keine große Bedeutung beimaß. 1766 entfachte der Konflikt sich daran, dass das weiße Kreuz, das bis dahin auf die Funktion des Gebäudes hingewiesen hatte, durch eine (lateinische) Inschrift ersetzt wurde. Die ließ der Magistrat in einer nächtlichen Aktion weiß übertünchen. Das wiederum führte zu einem Prozess zwischen beiden Parteien vor dem Reichskammergericht. 1767 wandte sich das Corpus Evangelicorum wegen des öffentlichen Gottesdienstes dann doch an Kaiser Joseph II., der aber wiederum auf die Zuständigkeit des Reichshofrats verwies. Ein dort zu führendes Verfahren aber erschien der Stadt Worms zu aufwändig. Die Sache blieb erneut offen. Der Streit zog sich bis mindestens 1788 hin, endete vielleicht auch erst mit dem Untergang der alten Strukturen 1792.
Das 18. Jahrhundert war zugleich von wirtschaftlicher Solidität geprägt: Die vorhandenen Güter wurden zusammengehalten und die Visitationsberichte enthalten nichts über Schulden. Der jährliche Überschuss betrug in dieser Zeit etwa 1500 fl. Andererseits residierte der Komtur der Johanniterkommende Worms in dieser Zeit nicht mehr unbedingt in der Stadt. Häufig war er mit mehr als dieser einen Kommende betraut und hielt sich in anderen Besitzungen auf.

### Ende
Ab 1792 waren Worms und das linksrheinische Deutschland zunächst vorübergehend, dann dauerhaft durch das revolutionäre Frankreich besetzt und wurden 1797 mit dem Frieden von Campo Formio annektiert. 1798 befand sich die Johanniterkommende Worms zwar formal noch unter der Verwaltung des Komturs Franz Xaver Streicher († 1821). Der hatte aber keinen Zugriff mehr auf die linksrheinischen Besitzungen seines Ordens. Mit dem Dekret vom 9. Juni 1802 wurden alle Konvente aufgelöst.

### Nachnutzung
Ab 1807 diente die ehemalige Johanniterkommende als Gendarmerie-Kaserne, die ehemalige Kirche als Salzmagazin. Der Versuch, die Anlage 1817 zu versteigern, scheiterte. Ab 1818 nutzten (großherzoglich-hessische) Dragoner die Gebäude als Kaserne. 1841 bis 1847 veräußerte der Staat die Grundstücke an private Käufer, die die bestehenden Gebäude abbrachen und durch eine moderne Bebauung ersetzten.
Im Zweiten Weltkrieg befand sich in der Hardtgasse 4 die Vereinigte Kasino- und Musikgesellschaft, deren Vereinslokal die Luftangriffe auf Worms einigermaßen unbeschadet überstand. In diesen Räumen wurde am 22. Juni 1946 die erste Geschäftsstelle der CDU in Worms eröffnet.

## Bestandteile
Der Besitz der Kommende gliederte sich folgendermaßen:
| Ort                                   | Bezeichnung | Zugang         | Abgang         | Anmerkung |
| ------------------------------------- | ----------- | -------------- | -------------- | --- |
| Worms                                 | Kommende    | Anfang 14. Jh. | 1802 aufgelöst | |
| Biblis                                | Grangie     | 14. Jh.?       |                | Evtl. aus Templer-Besitz, ungeklärt                                                                                   |
| Hangen-Weisheim (Wissel)              | Membrum     | 1312           | 1382           | Aus Templer-Besitz; 1382 an die Kommende Sobernheim                                                                   |
| Mühlheim, heute: Osthofen             | Membrum     | 1312           |                | Aus Templer-Besitz; 1379 mit der Kommende Worms vereinigt und zur Grangie zurückgestuft, später in Erbpacht vergeben. |
| Ober-Mossau                           | Membrum     | Mitte 14. Jh.  | 1542           | Gründung der Schenken von Erbach; vor 1495 zur Grangie zurückgestuft; 1542 an die Grafen von Erbach verloren.         |
| See (bei Kirchheim an der Weinstraße) | Membrum     | 1312           |                | Aus Templer-Besitz; vor 1495 zur Grangie zurückgestuft, später in Erbpacht vergeben.                                  |

Neben diesen Standorten hatte die Kommende weiteren Besitz. So kamen Einkünfte aus:
- Alsheim
- Eisenberg
- Heuchelheim
- Kerzenheim
- Mertesheim
- Neuleiningen
- Osthofen
- Ottersheim
- Rehbach
- Roßbach
- Sausenheim
- Westhofen
- Wieblingen

Die Kommende besaß weiter das Kirchenpatronat in Ober-Mossau bis 1557, als aufgrund der Reformation die dortige Pfarrstelle aufgehoben wurde. Außerdem besaß die Kommende die Johanneskapelle in Osthofen, deren Geistlichen sie einsetzte. Die Kapelle erwarb 1713 die örtliche Pfarrgemeinde. Es ist die heutige St. Remigius-Kirche.